# Most Radotíński
Most Radotíński (cz. Radotínský most) – para mostów na obwodnicy praskiej, przebiegająca nad doliną Wełtawy i Berounki przed ich połączeniem. Fizycznie tworzą jeden most, z oficjalnego punktu widzenia są to jednak dwie oddzielne konstrukcje, z których każda była obrębie projektowana. Ruch na moście rozpoczął się w dniu 20 września 2010 roku. W dniu 12 października 2010 r. Rada miasta Pragi zatwierdziła nową nazwę dla mostu Most Radotíński.